# Herb Skórcza
Herb Skórcza – jeden z symboli miasta Skórcz w postaci herbu.

## Wygląd i symbolika
Herb przedstawia na tarczy dwudzielnej w słup, w polu heraldycznie prawym wspiętego czerwonego gryfa pomorskiego, zwróconego w stronę środka tarczy. W polu heraldycznie lewym przedstawia czarnego ptaka, siedzącego na blankowanym murze miejskim, nad murem błękitne tło. Tarcza herbu zwieńczona jest koroną miejską (corona muralis).

## Legenda
Według legendy, ptakiem tym jest szpak. Zamieszkujący Bory Tucholskie gryf pewnego razu porwał bawiące się w pobliżu osady, dzisiejszego Skórcza, dziecko i uniósł je w przestworza. Zauważył to szpak, dogonił gryfa i stoczył z nim walkę, usiłując odzyskać dziecko. Ocalił je i powróciło ono bezpiecznie do domu, natomiast sam zginął, wykrwawiając się z odniesionych w walce ran. 